# Somatina accraria
Somatina accraria är en fjärilsart som beskrevs av Swinhoe 1904. Somatina accraria ingår i släktet Somatina och familjen mätare. Inga underarter finns listade i Catalogue of Life.